# Quinta do Tanque
A Quinta do Tanque, também conhecido como Quinta dos Padres ou Solar da Quinta é um casarão histórico construído no século XVI, para servir de local de repouso dos padres jesuítas. A Quinta está localizada na cidade de Salvador, no estado da Bahia.
É um patrimônio histórico nacional, tombado pelo Instituto do Patrimônio Histórico e Artístico Nacional (IPHAN), na data de 20 de agosto de 1949, sob o processo de nº 398-T.
Atualmente abriga o Arquivo Público do Estado da Bahia (APEB).

## História
No ano de 1555, o Governador Tomé de Souza doou o terreno, aos padres jesuítas, para a construção da Casa de Campo do Colégio da Bahia, local para o repouso e férias dos padres. A princípio, o local foi chamado de “Casa de S. Cristovam”, em homenagem ao Padre Cristovam Gouveia.
Entre os anos de 1688 e 1691, o Padre Antônio Vieira fez visitas a Quinta.
No ano de 1758, quando os jesuítas foram expulsos do Brasil, a Quinta passou a ser de propriedade da Coroa Portuguesa, que a colocou em leilão público no dia 12 de outubro de 1761, sendo arrematada por Domingos Rodrigues Pereira.
No final do século XVIII, com o surto de lepra que assolou Salvador, o governador Dom Rodrigo José de Menezes, avaliou que a Quinta deveria servir de leprosário, por oferecer água fresca em abundância e ambiente agradável. Com apoio da população e doações arrecadadas para a construção de um hospital para os doentes contaminados pela lepra, o governador compra a Quinta, na época já de propriedade de Ana Maria do Sacramento, e toma posse no dia 27 de novembro de 1784. As obras do Hospital dos Lázaros, na Quinta, tiveram início no dia 4 de dezembro de 1784. A inauguração ocorreu no dia 21 de agosto de 1787, com uma missa e Te-Deum Laudamus.
O imóvel do hospital passou por um tempo de abandono, e parte das terras da Quinta foram construídas vias públicas.
Em 1845, a pedido do presidente da província Francisco José de Souza Soares e Andréa, o Hospital dos Lázaros foi tombada e continuou em funcionamento. Em 1876, o imóvel da Quinta, além de funcionar como hospital, passou a sediar um abrigo para moradores de rua, o Asilo da Mendicidade. Em 1887, o asilo é transferido para outro local.
Novamente a Quinta passa por um tempo de abandono, até que em 1977, o Governo do Estado inicia obras na Quinta, para abrigar o Arquivo Público da Bahia. As obras foram finalizadas em novembro de 1980.

## Arquitetura

### Período da Casa de S. Cristovam
Edificação construída de alvenaria de pedra e cal, a ala de serviço foi construída encostada a uma formação rochosa de onde vertia uma nascente de água que abastecia diretamente o interior do solar. Na parte baixa da Quinta, havia uma represa que armazenava a água de várias nascentes em um grande reservatório de água. No centro do pátio quadrado, à frente da edificação, foi construído uma fonte de água, esculpida em pedra de Lioz.
Na Quinta havia hortas e plantações, um cemitério e capela.

### Período do Hospital dos Lázaros
A arquitetura das edificações que é apresentada atualmente, é decorrente das obras para abrigar o Hospital dos Lázaros, ocorridas entre os anos de 1784 e 1787.
Edificação de arquitetura renascentista e barroca, foi construída, em torno do pátio existente, uma ala central e duas alas laterais, todas em dois pavimentos. No pavimento térreo, as alas possuem galerias com pilastras toscanas e vãos em arco. Foi construído ainda uma torre de água em formato de pirâmide, revestido de azulejos e um aqueduto que abastecia o solar e a fonte. Em uma reforma posterior, foi adicionado a escada central e mais dependências aos fundos do solar.

## Arquivo Público do Estado da Bahia
Fundada no dia 16 de janeiro de 1890, por meio de Ato, pelo governador Manoel Victorino Pereira para salvaguarda do patrimônio documental do estado da Bahia. Passou por diversos locais até o ano de 1980, ano em que sua sede foi instalada na Quinta dos Padres. O Arquivo Público da Bahia é aberto ao público em visitas guiadas, mediante agendamento. Com endereço na Ladeira de Quintas, nº 50 - Baixa de Quintas.